# Pedersen
Pedersen ist ein Familienname.

## Herkunft und Bedeutung
Pedersen ist ein patronymisch gebildeter Name mit der Bedeutung Sohn des Peter. Der Name tritt vor allem im skandinavischen Sprachraum auf.

## Namensträger

### A
- Aage Pedersen (1921–1995), dänischer Elektrotechniker
- Aaron Pedersen (* 1970), australischer Schauspieler und Synchronsprecher
- Adolf Pedersen (1863–1928), norwegischer Gewerkschaftsfunktionär
- Alberte Kjær Pedersen (* 1998), dänische Langstreckenläuferin
- Alex Pedersen (* 1966), dänischer Radrennfahrer
- Alexander Pedersen (1891–1955), norwegischer Leichtathlet
- Allen Pedersen (* 1965), kanadischer Eishockeyspieler und -trainer
- Alwin Pedersen (1899–1974), dänischer Zoologe
- Anders Pedersen (1899–1966), dänischer Boxer
- Andrea Austmo Pedersen (* 1994), norwegische Handballspielerin
- Anne Marie Pedersen (* 1980), dänische Badmintonspielerin
- Annie Gam-Pedersen (* 1965), dänische Fußballspielerin
- Anya Pedersen (* 1968), deutsche Psychologin
- Arne Pedersen (Fußballspieler) (1931–2013), norwegischer Fußballspieler
- Arne Pedersen (Curler), dänischer Curler
- Arne Fog Pedersen (1911–1984), dänischer Politiker (Venstre), Kirchenminister
- Arne W. Pedersen (1917–1959), dänischer Radrennfahrer
- Atle Pedersen (* 1964), norwegischer Radrennfahrer
- August Pedersen (* 1994), norwegischer Handballspieler

### B
- Bengt Pedersen (* 1962), schwedischer Poolbillardspieler
- Benjamin Pedersen (* 1999), dänischer Automobilrennfahrer
- Benny Pedersen (* 1945), dänischer Radrennfahrer
- Bent Pedersen (* 1945), dänischer Radrennfahrer
- Bent-Ove Pedersen (* 1967), norwegischer Tennisspieler
- Birgit Schultz-Pedersen, dänische Badmintonspielerin
- Bjørn Pedersen (1935–2007), norwegischer Jazzmusiker
- Brian Pedersen (* 1994), uruguayischer Fußballspieler
- Buuti Pedersen (* 1955), grönländische Künstlerin

### C
- Camilla Pedersen (* 1983), dänische Triathletin
- Camilla Møllebro Pedersen (* 1984), dänische Radrennfahrerin
- Carl Pedersen (Turner) (Carl Julius Pedersen; 1883–1971), dänischer Turner
- Carl Pedersen (Ruderer) (1884–1968), dänischer Ruderer
- Carl Pedersen (Sportschütze) (1888–??), dänischer Sportschütze
- Carl Pedersen (Fußballspieler) (1891–1964), norwegischer Fußballspieler
- Carl Pedersen (Amerikanist) (* 1951), norwegischer Amerikanist
- Carl Alfred Pedersen (1882–1960), norwegischer Turner und Leichtathlet
- Carl-Henning Pedersen (1913–2007), dänischer Maler
- Casper Pedersen (* 1996), dänischer Radsportler
- Cecilie Pedersen (Fußballspielerin, 1983) (* 1983), dänische Fußballspielerin
- Cecilie Pedersen (Fußballspielerin, 1990) (* 1990), norwegische Fußballspielerin
- Charles Pedersen (1904–1989), US-amerikanischer Chemiker
- Christian Pedersen (Sportschütze) (1874–1957), dänischer Sportschütze
- Christian Pedersen (Radsportler) (1920–1999), dänischer Radsportler
- Christian Pedersen (Ruderer) (* 1982), dänischer Ruderer
- Christian Møller Pedersen (1889–1953), dänischer Turner
- Christiern Pedersen (1480–1554), dänischer Humanist und Schriftsteller
- Christina Pedersen (Schiedsrichterin) (* 1981), norwegische Fußballschiedsrichterin
- Christina Nimand Pedersen, Geburtsname von Christina Nimand Hansen (* 1982), dänische Handballspielerin
- Christinna Pedersen (* 1986), dänische Badmintonspielerin
- Claus Pedersen (* 1948), dänischer Tischtennisspieler
- Craig Pedersen (* 1965), kanadischer Basketballspieler und -trainer

### D
- Dag Erik Pedersen (1959–2024), norwegischer Radrennfahrer, TV-Journalist und Moderator
- Dynes Pedersen (1893–1960), dänischer Turner

### E
- Eivin One Pedersen (1956–2012), norwegischer Jazzmusiker
- Elisabeth Engberg-Pedersen (* 1952), dänische Linguistin und Hochschullehrerin
- Erik Pedersen (Fußballspieler, 1940) (* 1940), dänischer Fußballspieler
- Erik Pedersen (Eishockeyspieler) (* 1955), norwegischer Eishockeyspieler
- Erik Pedersen (Schachspieler) (1958–2013), dänischer Schachspieler
- Erik Pedersen (Fußballspieler, 1967) (* 1967), norwegischer Fußballspieler
- Erik Kimestad Pedersen (* 1989), norwegischer Jazzmusiker
- Eskil Pedersen (* 1984), norwegischer Politiker

### F
- Finn Pedersen (1925–2012), dänischer Ruderer
- Flemming Pedersen (* 1963), dänischer Fußballtrainer

### G
- Geir Otto Pedersen (* 1955), norwegischer Diplomat
- Geir Tommy Pedersen (* 1964), norwegischer Politiker (NSR)
- Gerhard Pedersen (Gerhard Sigvald Petersen; 1912–1987), dänischer Boxer
- Gisle Pedersen-Jentoft (* 1963), norwegischer Tennisspieler
- Glynn Pedersen (* 1981), kanadisch-britischer Skispringer
- Grete Pedersen (* 1960), norwegische Dirigentin, Chorleiterin und Hochschullehrerin
- Gustav Pedersen (1893–1975), dänischer Gewerkschafter und Politiker (Socialdemokraterne), Mitglied und Präsident des Folketing
- Guy Pedersen (1930–2005), französischer Jazzmusiker und Komponist

### H
- Håkon Pedersen (1906–1991), norwegischer Eisschnellläufer
- Hanne Pedersen (* 1963), dänische Fußballspielerin
- Hans Pedersen (Turner) (1887–1943), dänischer Turner
- Hans Eiler Pedersen (1890–1971), dänischer Turner
- Hans Hartvig Seedorff Pedersen (1892–1986), dänischer Lyriker, siehe Hans Hartvig Seedorff
- Hans W. Petersen (1897–1974), dänischer Schauspieler
- Heidi Pedersen (* 1979), norwegische Fußballspielerin
- Helga Pedersen (Politikerin, 1911) (1911–1980), dänische Juristin und Politikerin
- Helga Pedersen (Politikerin, 1973) (* 1973), norwegische Politikerin
- Helle Pedersen (* 1963), dänische Fußballspielerin
- Helmer Pedersen (1930–1987), dänisch-neuseeländischer Segler
- Henning Sloth Pedersen (1954–2018), dänischer Mediziner
- Henrik Pedersen (Fußballspieler) (* 1975), dänischer Fußballspieler
- Henrik Pedersen (Fußballtrainer) (* 1978), dänischer Fußballtrainer
- Henrik Pedersen (Radsportler) (* 2004), dänischer Radrennfahrer
- Henrik Gunde Pedersen (* 1969), dänischer Jazzpianist
- Herb Pedersen (* 1944), US-amerikanischer Country-Musiker
- Hilde Gjermundshaug Pedersen (* 1964), norwegische Skilangläuferin
- Holger Pedersen (1867–1953), dänischer Linguist
- Holger Topp-Pedersen (1868–1938), dänischer Maler

### I
- Ilka Pedersen (* 1990), deutsche Fußballspielerin
- Inger Pedersen (* 1950), dänische Fußballspielerin
- Isabelle Pedersen (* 1992), norwegische Hürdenläuferin
- Isak Stianson Pedersen (* 1997), isländischer Skilangläufer

### J
- Jan Pedersen (Leichtathlet) (* 1946), norwegischer Speerwerfer
- Jan Pedersen (Schriftsteller) (* 1957), schwedischer Schriftsteller und Fotograf
- Jan Pedersen (Schachspieler) (* 1971), dänischer Schachspieler
- Jan O. Pedersen (Jan Osvald Pedersen; * 1962), dänischer Bahnsportler
- Jan Ove Pedersen (* 1968), norwegischer Fußballspieler und -trainer
- Jarle Pedersen (* 1955), norwegischer Eisschnellläufer
- Jesper Pedersen (* 1999), norwegischer alpiner Skifahrer
- Jimmi Roger Pedersen (* 1965), dänischer Jazzmusiker
- Johannes Pedersen (1892–1982), dänischer Turner
- Johannes Peder Ejler Pedersen (1883–1977), dänischer Theologe
- John Pedersen (Büchsenmacher) (1881–1951), US-amerikanischer Büchsenmacher
- John Pedersen (Ringer) (* 1948), dänischer Ringer
- John Hugo Pedersen (* 1961), norwegischer Ringer
- Jon Pedersen (* 1957), dänischer Dressurreiter
- Jørgen Pedersen (1919–1997), dänischer Theologe, Kirchenhistoriker und Hochschullehrer
- Jørgen Vagn Pedersen (* 1959), dänischer Radrennfahrer
- Jorn Pedersen (* 1997), japanischer Fußballspieler

### K
- Karl Eirik Schjøtt-Pedersen (* 1959), norwegischer Politiker (Arbeiderpartiet)
- Kasper Pedersen (* 1984), dänischer Eishockeyspieler
- Katrine Pedersen (* 1977), dänische Fußballspielerin
- Kjell Pedersen (1930–2017), norwegischer Radrennfahrer
- Kjetil Pedersen (* 1973), norwegischer Fußballspieler und -trainer
- Kristian Pedersen (Turner) (1878–1917), dänischer Turner
- Kristian Pedersen (* 1994), dänischer Fußballspieler
- Kurt Bligaard Pedersen (* 1959), dänischer Manager und politischer Beamter

### L
- L. C. Pedersen (1862–1929), dänisch-amerikanischer Unternehmer und Politiker
- Lars Pedersen (* 1967), dänischer Badmintonspieler
- Laurits Pedersen (* 2006), dänischer Fußballspieler
- Lene Pedersen (* 1977), norwegische Skibergsteigerin
- Leonardo Pedersen (* 1942), dänischer Jazzmusiker
- Lisa Brix Pedersen (* 1996), dänische Diskuswerferin
- Lotta Pedersen (* 1963), schwedische Sängerin, siehe Lotta Engberg

### M
- Mads Pedersen (Badminton) (* 1990), dänischer Badmintonspieler
- Mads Pedersen (Fußballspieler, 1993) (* 1993), dänischer Fußballspieler
- Mads Pedersen (Fußballspieler, 1996) (* 1996), dänischer Fußballspieler
- Mads Pedersen (Radsportler) (* 1995), dänischer Radsportler
- Manuel Pedersen, uruguayischer Fußballspieler
- Marcus Pedersen (* 1990), norwegischer Fußballspieler
- Marcus Holmgren Pedersen (* 2000), norwegischer Fußballspieler
- Marianne Pedersen (* 1985), dänische Fußballspielerin
- Mark Pedersen (* 1991), dänischer Radrennfahrer
- Martin Pedersen (Cricketspieler) (* 1988), dänischer Cricketspieler
- Martin Pedersen (Fußballspieler, 1983), (* 1983), dänischer Fußballspieler
- Martin Pedersen (Fußballspieler, 1986), (* 1986), dänischer Fußballspieler
- Martin Pedersen (Komponist), dänischer Komponist und Musikproduzent
- Martin Pedersen (Radsportler) (* 1983), dänischer Radsportler
- Martin Pedersen (Tennisspieler) (* 1987), dänischer Tennisspieler
- Mathias Pedersen (* 1997), dänischer Handballspieler
- Mathias Pedersen (Triathlet) (* 1995), dänischerTriathlet
- Maya Pedersen-Bieri (* 1972), Schweizer Skeletonpilotin
- Melkior Pedersen, Pseudonym von Willy Dahl (* 1927), norwegischer Literaturhistoriker, Literaturkritiker und Schriftsteller
- Merete Pedersen (* 1973), dänische Fußballspielerin
- Mette Pedersen (* 1973), dänische Badmintonspielerin
- Michael Pedersen (Cricketspieler) (* 1970), dänischer Cricketspieler
- Michael Bruun Pedersen (* 1970), dänischer Handballspieler und -trainer
- Mikael Pedersen (1855–1929), dänischer Erfinder (u. a. Pedersen-Fahrrad)
- Mikkel Pedersen (* 1997), dänischer Autorennfahrer
- Mogens E. Pedersen († 2014), dänischer Journalist
- Mogens N. Pedersen (* 1939), dänischer Politikwissenschaftler
- Morten Pedersen (Theologe) (1537–1595), dänischer evangelischer Theologe, Historiker und Astronom
- Morten Pedersen (Fußballspieler) (* 1972), norwegischer Fußballspieler
- Morten Pedersen (Musiker) (* 1980), dänischer Jazzpianist
- Morten Eide Pedersen (* 1987), norwegischer Skilangläufer
- Morten Gamst Pedersen (* 1981), norwegischer Fußballspieler

### N
- Nicki Pedersen (* 1977), dänischer Speedwayfahrer
- Nicklas Pedersen (* 1987), dänischer Fußballspieler
- Niels-Henning Ørsted Pedersen (1946–2005), dänischer Jazzbassist
- Nina Frausing Pedersen (* 1991), dänische Fußballspielerin
- Nivi Pedersen (* 1989), grönländische Schauspielerin und Regisseurin

### O
- Olaf Pedersen (Turner) (1884–1972), dänischer Turner
- Olaf Pedersen (1920–1997), dänischer Wissenschaftshistoriker
- Ole Crumlin-Pedersen (1935–2011), dänischer Archäologe
- Oluf Pedersen (1891–1970), dänischer Politiker (Retsforbundet), Mitglied des Folketing und Minister

### P
- Paul Pedersen (Turner) (Paul Andreas Pedersen; 1886–1948), norwegischer Turner
- Paul Pedersen (Komponist) (Paul Richard Pedersen; * 1935), kanadischer Komponist
- Peder Pedersen (1945–2015), dänischer Radrennfahrer
- Peder Pedersen (Fußballspieler) (1882–1966), dänischer Fußballspieler
- Peder Pedersen (Regisseur) (1971), norwegischer Regisseur
- Peder Dorf Pedersen (1897–1967), dänischer Turner
- Peder Larsen Pedersen (1880–1966), dänischer Turner
- Peder Oluf Pedersen (1874–1941), dänischer Physiker und Ingenieur
- Peder Thomas Pedersen (* 1973), dänischer Schauspieler, Komponist und Musiker
- Per Pedersen (Radsportler) (* 1964), dänischer Radrennfahrer
- Per Pedersen (Fußballspieler) (* 1969), dänischer Fußballspieler
- Poul Pedersen (Kameramann) (1925–2003), US-amerikanischer Kameramann
- Poul Pedersen (Fußballspieler) (1932–2016), dänischer Fußballspieler
- Poul O. Pedersen (Poul Overdrup Pedersen; 1910–1994), dänischer Zahnmediziner und Hochschullehrer
- Poul Trier Pedersen (1921–2012), dänischer Journalist und Schriftsteller

### R
- Ralph Pedersen (* vor 1984), US-amerikanischer Unterwasserarchäologe
- Rasmus Pedersen (Botaniker) (1840–1905), dänischer Pflanzenphysiologe
- Rasmus Pedersen (Fußballspieler) (* 1997), dänischer Fußballspieler
- Rasmus Pedersen (Radsportler) (* 1998), dänischer Radrennfahrer
- Rasmus Søjberg Pedersen (* 2002), dänischer Radrennfahrer
- Rikke Møller Pedersen (* 1989), dänische Schwimmerin
- Roar Pedersen (1927–1989), norwegischer Eishockeyspieler
- Robin Pedersen (* 1996), norwegischer Skispringer
- Rune Pedersen (Schiedsrichter) (* 1963), norwegischer Fußballschiedsrichter

- Rune Pedersen (Fußballspieler) (* 1979), dänischer Fußballspieler

### S
- Snorre Pedersen (* 1972), norwegischer Skeletonpilot
- Sofie Heby Pedersen (* 2001), dänische Mountainbikerin
- Sofie Junge Pedersen (* 1992), dänische Fußballspielerin
- Solveig Pedersen (* 1965), norwegische Skilangläuferin
- Sophie Pedersen (1885–1950), dänische Malerin
- Stefi Pedersen (1908–1980), deutsch-schwedische Psychiaterin und Hochschullehrerin
- Steinar Pedersen (* 1976), norwegischer Fußballspieler
- Stine Ballisager Pedersen (* 1994), dänische Fußballspielerin
- Susan Pedersen (Schwimmerin) (* 1953), US-amerikanische Schwimmerin
- Susan Pedersen (Historikerin) (* 1959), kanadische Historikerin
- Sven Pedersen (* 1949), dänischer Schachspieler
- Svend Pedersen (1920–2009), dänischer Ruderer
- Sverre Lunde Pedersen (* 1992), norwegischer Eisschnellläufer

### T
- Terese Pedersen (* 1980), norwegische Handballspielerin
- Terje Pedersen (* 1943), norwegischer Speerwerfer
- Thomas Sunn Pedersen (* 1970), dänischer Physiker
- Thor Pedersen (Ruderer) (1924–2008), norwegischer Ruderer
- Thor Pedersen (* 1945), dänischer Politiker
- Thor Möger Pedersen (* 1985), dänischer Politiker
- Thora Pedersen (1875–1954), dänische Lehrerin, Schulinspektorin und Frauenrechtlerin
- Tom Pedersen, norwegischer Radrennfahrer
- Torben Hede Pedersen (1937–2000), dänischer Ombudsmann Grönlands
- Tore Pedersen (* 1969), norwegischer Fußballspieler
- Torsten Schack Pedersen (* 1976), dänischer Politiker (Venstre), Folketing-Mitglied und Minister
- Trine Pedersen (* 1973), dänische Badmintonspielerin
- Troels Engberg-Pedersen (* 1948), dänischer Klassischer Philologe, Theologe und Philosophiehistoriker
- Trond Jøran Pedersen (* 1958), norwegischer Skispringer
- Trygve Pedersen (1884–1967), norwegischer Segler

### V
- Viggo Pedersen (1889–1965), dänischer Langstreckenläufer

### W
- Willie Juul Pedersen (* 1952), norwegischer Radrennfahrer